# Eudemonismo
Eudaimonismo (do grego antigo εὐδαιμονισμός, translit. eudaimonismós; de εὐδαιμονία, eudaimonia, derivado de εὐδαίμων, eudaímon, termo composto de εὖ 'bem', 'bom' e δαίμων, transl. daímon, espírito intermediário entre o humano e o divino; destino) é toda doutrina que considera a busca de uma vida plenamente feliz - seja em âmbito individual seja coletivo - o princípio e fundamento dos valores morais, julgando eticamente positivas todas as ações que conduzam à felicidade. É toda doutrina moral que, recolocando o bem na felicidade (eudaimonia), persegue-a como um fim natural da vida humana. Segundo Abbagnano, eudemonismo é toda doutrina que assume a felicidade como princípio e fundamento da vida moral
O eudemonismo distingue-se do hedonismo, segundo o qual, o fim da ação humana é a obtenção do prazer imediato, entendido como gozo (pela escola cirenaica, de Aristipo) ou entendido como ausência de dor (segundo a concepção epicurista).

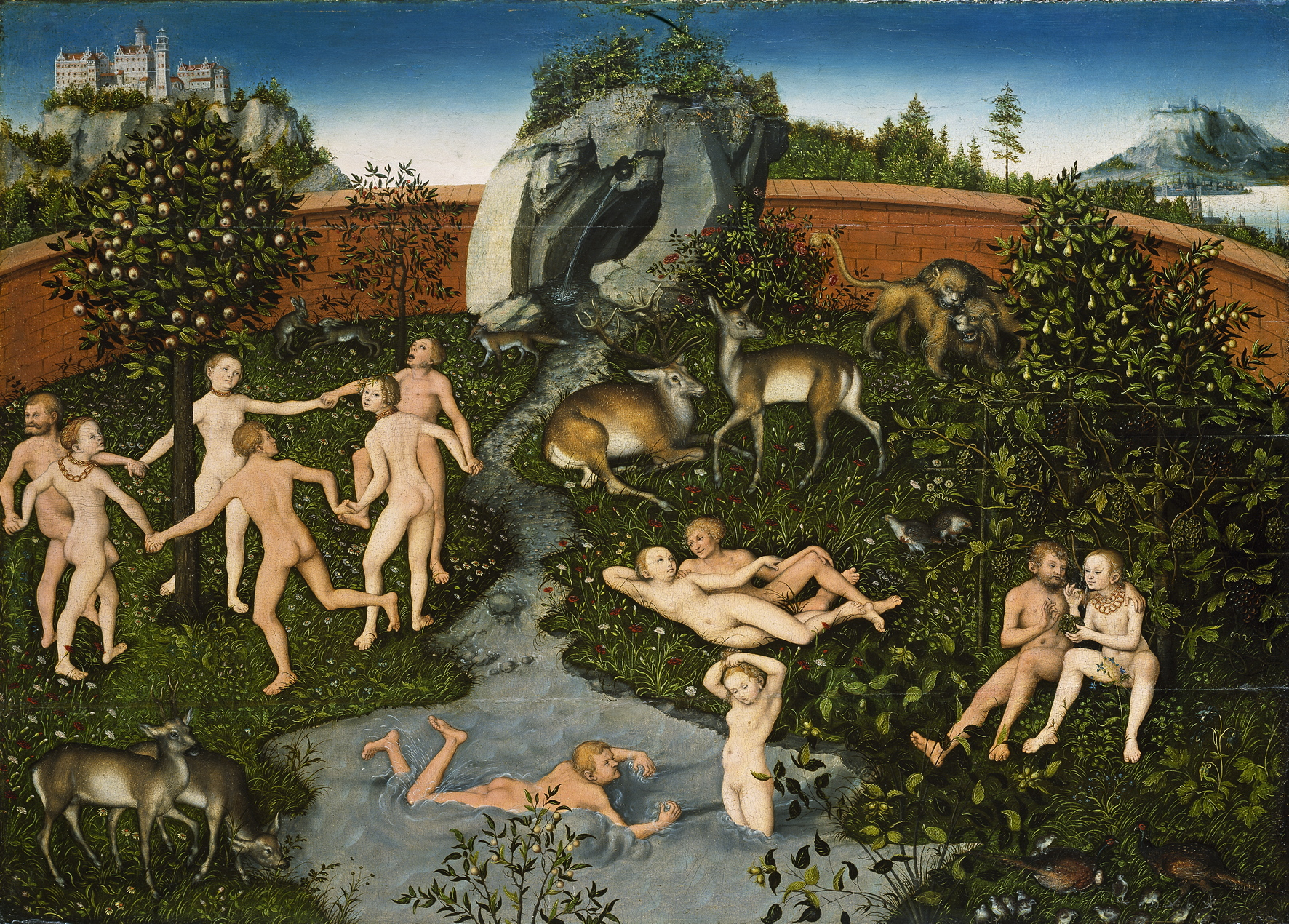
A procura da felicidade - A Idade de ouro, de Lucas Cranach, o Velho

O eudemonismo foi sustentado por todos os filósofos da Antiguidade, apesar das diferenças acerca da concepção de felicidade de cada um deles. Segundo Aristóteles:
"A felicidade é um princípio; é para alcançá-la que realizamos todos os outros atos; ela é exatamente o gênio de nossas motivações." 
Em oposição às concepções segundo as quais o homem deve procurar outros valores além da felicidade (a verdade, a justiça, a santidade, sexo etc), o eudemonismo engloba as doutrinas éticas (de Aristóteles, Epicuro, Montaigne, Espinoza, Diderot) que fazem da felicidade o valor supremo e o critério último de escolha das ações humanas. O eudemonismo funda-se sobre uma confiança geral no homem, que continua a ser a chave insubstituível do humanismo. A doutrina concentra-se sobre esta oportunidade única de desenvolvimento pleno que constitui a vida terrestre e é, por conseguinte, ao sucesso desta vida, à felicidade imediata ou racionalizada por um tempo longo, tanto a própria quanto a de outrem, que a ação humana consagra logicamente o seu esforço.
O aristotelismo é um eudemonismo intelectualista que coloca a felicidade na satisfação ligada à contemplação da verdade pelo espírito. O epicurismo é um eudemonismo hedonista que coloca a felicidade no prazer sensível do corpo mas também na prática da filosofia, único meio de liberar a alma dos seus tormentos e alcançar a serenidade e a amizade. O espinozismo, por sua vez, coloca a felicidade na alegria de compreender a natureza, no amor de si e do mundo e no poder da razão, que permite viver livre de paixões.

## Eudemonismo e desejo
Contrariamente ao hedonismo, doutrina de Cálicles (personagem do Górgias, de Platão), que sustenta que é preciso ceder o mais possível e a qualquer preço a todos os seus desejos, o eudemonismo sustenta que, para ser feliz, é preciso escolher os desejos a serem satisfeitos. Os eudemonistas julgam o desejo como falta; eles chegarão mesmo a comparar a tese dos hedonistas sobre o suplício das Danáides, condenadas a encher um tonel sem fundo: o hedonista, não selecionando de nenhuma maneira os seus desejos e acumulando-os, acumula os tonéis incontrolavelmente, não podendo chegar à felicidade. Em contrapartida, o eudemonista seleciona seus tonéis e pode preenchê-los.
Os eudemonistas orientais, os budistas, dirão que o homem só atingirá o nirvana desfazendo-se de todos os seus desejos - tornando-se assim plenamente feliz. Para conseguir isso, é preciso compreender bem a natureza verdadeira de todo objeto de desejo, de todo fenômeno. Essa verdadeira natureza é a vacuidade, quer dizer que, todo objeto, todo ser está submetido à impermanência e só existe em interdependência com o resto do universo. Portanto, o objeto do desejo não tem realidade em si, não possui uma realidade intrínseca.